# LV Bet Zakłady Bukmacherskie
LV BET Zakłady Bukmacherskie – spółka handlowa z siedzibą w Katowicach prowadząca działalność bukmacherską na terenie Polski. Przedsiębiorstwo założone w 2016 roku, na podstawie zezwolenia wydanego przez Ministerstwo Finansów. LV BET oferuje zakłady wzajemne online, jak również w punktach naziemnych.
LV BET wspierał jako sponsor główny: w latach 2021-2024 Wisłę Kraków, w latach 2016–2020 Arkę Gdynia, w latach 2020–2021 RKS Garbarnię oraz jako sponsor oficjalny: w latach 2016-2022 Widzewa Łódź, w latach 2017-2023 Wisłę Płock, w latach 2018–2023 Zagłębia Sosnowiec, w latach 2019–2021 Stali Mielec. Od 2017 do 2025 roku LV BET był sponsorem oficjalnym Piasta Gliwice, a od roku 2021 sponsorem głównym Śląska Wrocław. W dniu 23 maja 2025 LV BET został głównym sponsorem Lechii Gdańsk. W lipcu 2025 roku LV BET został sponsorem Motoru Lublin. W lipcu 2025 roku LV BET ponownie został oficjalnym sponsorem Wisły Płock.

## Działalność LV BET
Przedmiotem działalności gospodarczej przedsiębiorstwa stosownie do zezwolenia wydanego przez Ministra Finansów, regulaminu wzajemnych zakładów bukmacherskich i Ustawy o grach hazardowych jest zawieranie zakładów wzajemnych w formie umów cywilnych z osobami fizycznymi w punktach przyjmowania zakładów wzajemnych oraz za pośrednictwem serwisu internetowego na terytorium Polski.
LV BET, oprócz wspierania polskich klubów, sponsoruje wydarzenia sportowe w skali europejskiej. W 2017 roku LV BET był sponsorem siatkarskich Mistrzostw Europy Eurovolley Poland 2017. LV BET w latach 2018-2020 współpracował także z organizacją Fame MMA.
Od marca 2019 do 2022 roku w kampaniach reklamowych w internecie występował reprezentant Polski w piłce nożnej – Jakub Błaszczykowski. Rolę ambasadora LV BET przejął w marcu 2022 roku Łukasz Gikiewicz. W lutym 2024 roku nowym ambasadorem LV BET został Wojciech Sobierajski.
W październiku 2023 roku LV BET rozpoczął współprace z aplikacją rządową mObywatel.
W styczniu 2025 roku LV BET został laureatem Nagród Bukmacherskich 2024 i otrzymał statuetki w kategoriach: Najlepszy Customer Service oraz Najlepsza oferta na Esport.
Także w styczniu 2025 roku LV BET został sponsorem Lechii Gdańsk.